# Marmolejo (kommun)
Marmolejo är en kommun i Spanien.   Den ligger i provinsen Provincia de Jaén och regionen Andalusien, i den centrala delen av landet, 270 km söder om huvudstaden Madrid. Antalet invånare är 7 329.